# Lunas-les-Châteaux
Lunas-les-Châteaux község Franciaország Okcitánia régiójában, Hérault megyében. Új községként 2025. január 1-jén jött létre két korábbi község: Lunas és Dio-et-Valquières egyesítésével. Lakosainak száma 822 fő (2022. január 1.).

## Népesség
| 2021 | 819 |
| 2022 | 822 |